# Sally Barrington
Sally Barrington és professora d'imatge per tomografia per emissió de positrons (PET) i professora d’investigació de l’Institut Nacional d’Investigacions Sanitàries (NIHR) al King's College de Londres (KCL), Anglaterra, Regne Unit. Es va incorporar a KCL el 1993.

## Biografia
Barrington va obtenir la seva formació en medicina nuclear a l'Hospital Guy's i St Thomas 'de Londres, on més tard va ser nomenada consultora el 1998.
La seva recerca se centra en l'estudi del càncer de limfoma i la planificació de la radioteràpia usant imatges de PET. Ha participat en nombrosos assajos clínics multicèntrics. També té experiència laboral en altres àrees clíniques, incloent-hi però no limitat, oncologia, neurologia, cardiologia i infecció/inflamació. Colidera la Xarxa de Recerca de PET del Regne Unit.
El 2019, Barrington va rebre la British Nuclear Medicine Society (BNMS) Roll of Honor. Barrington es troba en el Consell Editorial de la Revista d'Oncologia Clínica; és la presidenta del Grup d'Implicació de l'Acadèmia de Recerca en Salut de l'Institut Nacional de Salut i del Comitè de Seguretat Radiològica de la Fundació de Guy i St Thomas. És membre de diverses organitzacions professionals, entre elles el Comitè Científic de tallers internacionals sobre PET en limfoma, l'Institut Europeu de Limfomes, el Comitè Consultiu d'Administració de Substàncies Radioactives (ARSAC), el Grup d'Experts de CRUK, el Comitè d'Oncologia de l'Associació Europea de Medicina Nuclear i el Grup Nacional de Recerca del Càncer.

## Publicacions seleccionades

### Articles de revistes científiques
- Citacions 1980: recomanacions per a l'avaluació inicial, estadificació i avaluació de la resposta de limfoma d'Hodgkin i no Hodgkin: classificació de Lugano.[6]
- 1133 citacions: FDG PET/CT: Guia de procediment EANM per a imatges tumorals: versió 2.0.[7]
- 926 citacions: paper de la imatge en l'estadificació i avaluació de la resposta del limfoma: consens del Grup de Treball d'Imatges de la Conferència Internacional sobre Limfomes Malignes.[8]

### Llibres editats
- 1999: Atles de tomografia d'emissió de positrons clínics: Per R. Wahl, S. Barrington, M. Maisey. CRC Press.[9]
- 2005: Atles de Tomografia per Emissió de Positrons Clínics segona edició: Per R. Wahl, S. Barrington, M. Maisey. Hodder Education.[10]